# Bruder Hitler

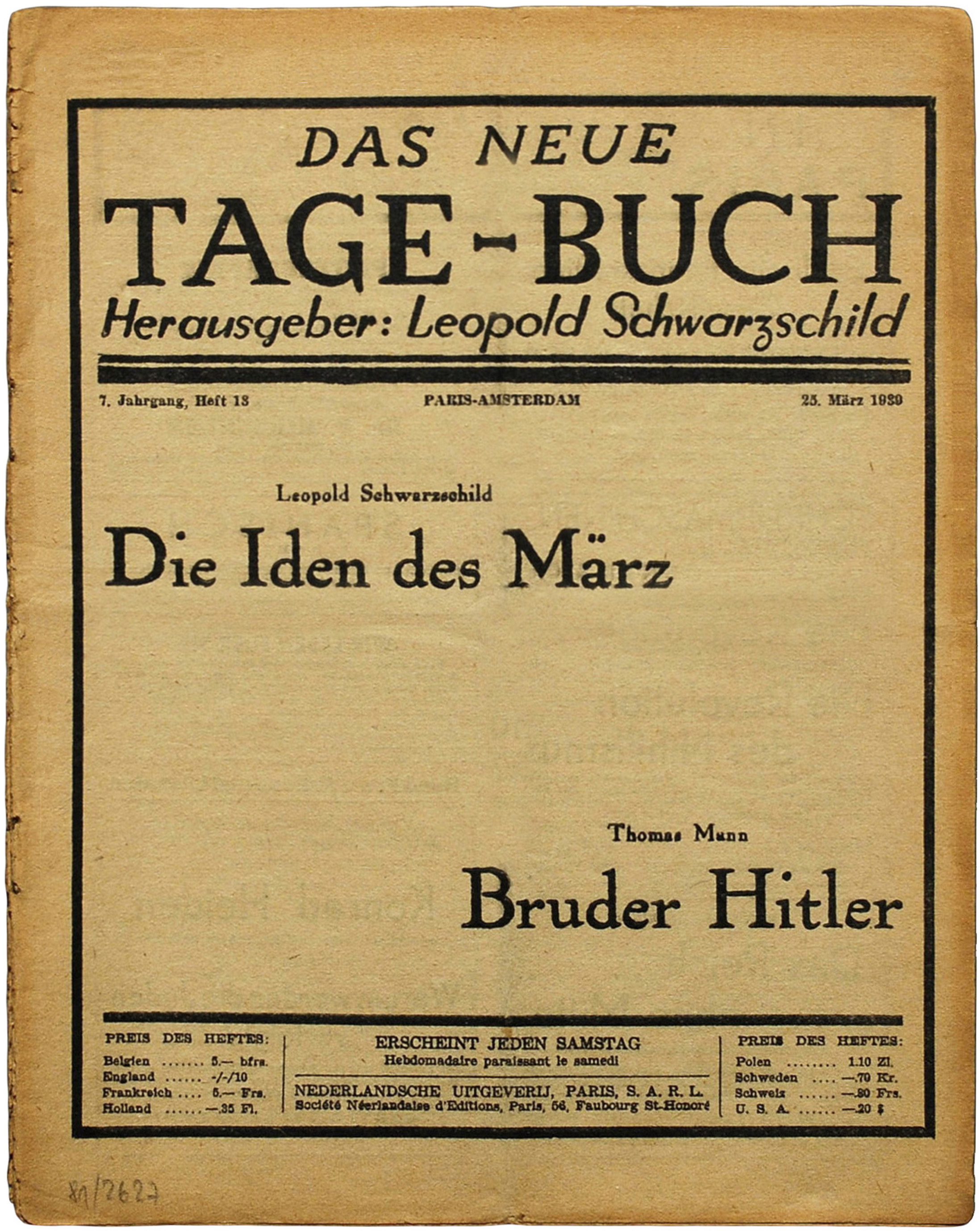
Zeitgenössischer Druck des Essays 1939 in der Exilzeitschrift »Das neue Tage-Buch«

Bruder Hitler ist ein Essay von Thomas Mann, entstanden vom 4. bis zum 21. April 1938 (in Beverly Hills, Kalifornien) und vom 1. August bis zum 4. September 1938 (in Küsnacht, Schweiz). Der Erstdruck trug den Titel »Der Bruder. Tagebuchblätter.« (1938). Die Druckbögen wurden zurückgezogen. Nur wenige sind erhalten. Die Zweitveröffentlichung erschien in englischer Sprache am 3. März 1939 unter dem Titel »That man is my brother« in der Chicagoer Zeitschrift »Esquire«. Die Abbildung zeigt das Heft, in dem die dritte Fassung erschienen ist unter dem endgültigen Titel »Bruder Hitler«

## Inhalt
Das bereits durch den Titel evozierte Leitmotiv von Adolf Hitler als Wiedergänger des essayistischen Ichs, der diesem als „verhunzter“ Künstler gegenübersteht, wird bis heute kontrovers diskutiert. Im Unterschied zu seinem politisch früh engagierten Bruder Heinrich Mann war Thomas bis dahin vor allem durch seinen programmatischen Großessay Betrachtungen eines Unpolitischen (1918) in Erscheinung getreten. Nun stellte er sich und Hitler als Geistesverwandte dar. Strukturell zeigt sich in dieser Denkfigur ein für Thomas Manns Essayistik charakteristischer Dualismus. Bereits in Goethe und Tolstoi (1921) beschreibt er die zwei ungleichen Schriftsteller als „brüderliches Paar“. Dass er Hitler und sich auf ähnliche Weise in einem Atemzug nennt, mag in diesem Zusammenhang erstaunen. Der etwas mehr als sieben Druckseiten umfassende Text beginnt deshalb mit einer Selbsterklärung. Er reflektiert die Schwierigkeit, sich die vom „Lebensphänomen“ Hitler ausgehende Faszination einzugestehen. Liebe und Hass seien große Affekte, unterschätzt werde gemeinhin jedoch das jenseits davon stehende Interesse. „Der Bursche ist eine Katastrophe; das ist kein Grund, ihn als Charakter und Schicksal nicht interessant zu finden“, heißt es wenig später. Eine bewusst umgangssprachlich gehaltene Lexik vermeidet es, Hitler als Phänomen zu dämonisieren. So bezeichnet Mann ihn als „Dauer-Asylist“ und bezieht sich damit biographisch auf Hitlers frühe Wiener Zeit als Maler und Hilfsarbeiter, nachdem die Akademie der bildenden Künste Wien sein Aufnahmegesuch als Student abgewiesen hatte. Hitler, der die Impotenz des gescheiterten Künstlers empfindet, habe sich mit den „Minderwertigkeitsgefühlen eines geschlagenen Volkes“ verbunden, erklärt Mann. Faschismusanalyse und Kunstdiskussion werden hier aufeinander bezogen.
Verweise auf die Grimmschen Märchen dienen zur erzählerischen Untermauerung des unglaublichen Aufstiegs dieses „Träumerhans, der die Prinzessin und das ganze Reich gewinnt“. Die Analogie zwischen Hitler und Mann beruht wie bei Goethe und Tolstoi auf dem gemeinsamen Gefühl der Erwähltheit, wie Künstler es laut Thomas Mann empfinden. Die Schlüsselvokabel des Essays lautet Verhunzung. Hitler wird entlarvt als verhunzter Künstler, der die ersten Stufen eines typischen Künstlerwerdegangs durchlaufen hat: „das ‚Nicht-unterzubringen-Sein‘, das ‚Was willst du nun eigentlich?‘, das halb blöde Hinvegetieren in tiefster sozialer und seelischer Boheme, das im Grunde hochmütige, im Grunde sich für zu gut haltende Abweisen jeder vernünftigen und ehrenwerten Tätigkeit – auf Grund wovon? Auf Grund einer dumpfen Ahnung, vorbehalten zu sein für etwas ganz Unbestimmbares [...]“. Die Auseinandersetzung mit Hitlers Anfängen als Künstler ermöglicht Thomas Mann hier spürbar eine Selbstverortung, die wenig später noch expliziter wird, wenn es heißt, Hitler sei „eine reichlich peinliche Verwandtschaft“, doch „aufrichtiger, heiterer und produktiver als der Haß, sei das Sich-wieder-Erkennen“ im anderen. Indem er Hitler als Anti-Künstler präsentiert, wirft er zugleich einen kritischen Blick auf das eigene Künstlerdasein. Mehr noch als um Hitler geht es in diesem Essay deshalb um die Abgründe des Ichs, denen Mann sich mit essayistischer Neugierde nähert.
Zur Rezeption des Essays: Insbesondere das Leitmotiv, das Bild vom nationalsozialistischen Feind als Bruder, der weniger Hass provoziert, als dass er Faszination ausübt, hat ein Echo in der Literatur gefunden: Sowohl Ernst Weiß‘ psychologischer Roman Ich, der Augenzeuge (1939) als auch Hans Keilsons Roman-Essay Der Tod des Widersachers (1959) betonen eine Wesensverwandtschaft zwischen Täter und Opfer und setzen das Motiv auf diese Weise fiktional um.

## Ausgaben (Print)
- Thomas Mann: Schriften zur Politik. Reihe: Bibliothek Suhrkamp. Hrsg. Walter Boehlich. Frankfurt 1970 (zahlr. Neuaufl.), ISBN 3-518100440.[3]
- Bruder Hitler, in: Gesammelte Werke in 13 Bänden, Bd. 12. S. Fischer, Frankfurt 1974. ISBN 3-100481771, S. 845–852; als TB z. B. ebd. 1995, ISBN 3-59610310X.